# Дихан (Ордабасинский район)
Дихан (каз. Дихан, до 2003 г. — Целина) — село в Ордабасинском районе Туркестанской области Казахстана. Входит в состав Женисского сельского округа. Код КАТО — 514639200.

## Население
В 1999 году население села составляло 160 человек (74 мужчины и 86 женщин). По данным переписи 2009 года, в селе проживало 219 человек (108 мужчин и 111 женщин).